# Battaglia dello Stretto di Surigao
La battaglia dello Stretto di Surigao (in inglese battle of Surigao Strait) fu l'ultimo scontro navale della storia combattuto direttamente tra navi da battaglia, avvenuta il 25 ottobre 1944 nel quadro della battaglia del Golfo di Leyte, tra la Marina statunitense, comandata dal retroammiraglio Jesse Oldendorf, e la Marina imperiale giapponese, comandata dal viceammiraglio Shōji Nishimura.

## Antefatti
Le opzioni alleate relativamente all'accerchiamento del Giappone erano chiare anche alla Marina imperiale giapponese. Il comandante della Flotta combinata Soemu Toyoda ideò quattro "piani vittoriosi" (捷１号作戦?, Shō ichigō sakusen) dei quali Shō-Gō 1 era un'importante operazione navale nelle Filippine tesa a contrastarne un'invasione, ritenendo l'isola di Leyte come primo obiettivo. Tuttavia, senza averne la certezza, non potevano essere prese misure preventive, di conseguenza, in caso di invasione statunitense, il contrattacco sarebbe arrivato a sbarchi già cominciati. La velocità di reazione giapponese era compromessa anche dalla dispersione delle sue unità navali: gli attacchi dei sommergibili alleati alle rotte commerciali nipponiche avevano pregiudicato a tal punto i rifornimenti di carburante diretti in Giappone, da obbligare il grosso della Flotta Combinata a trasferirsi nella base di Singapore, più vicina ai pozzi petroliferi del Borneo; solo la squadra delle portaerei era rimasta nelle acque giapponesi, onde permettere l'addestramento dei nuovi piloti.
Con l'inizio dell'invasione statunitense delle Filippine, la battaglia di Leyte, la Marina giapponese passò al piano Shō-Gō 1. Le gravi perdite di velivoli patite negli scontri su Formosa obbligarono i giapponesi a rivedere il piano originario: sebbene si facesse comunque molto affidamento sugli aerei di base a terra per indebolire le forze statunitensi, la flotta d'invasione doveva essere attaccata e distrutta da una squadra navale di superficie, cosa difficile da realizzare finché le portaerei dell'ammiraglio William Halsey incrociavano in zona. Si decise quindi di attirare la 3ª Flotta statunitense lontano da Leyte con uno stratagemma: la squadra portaerei del viceammiraglio Jisaburō Ozawa (3ª Flotta o Forza settentrionale) avrebbe incrociato al largo di Luzon, facendo da esca per indurre Halsey a muovere verso nord. Una volta che questi si fosse allontanato, la Flotta Combinata proveniente da Singapore sarebbe piombata nell'area degli sbarchi con una manovra a tenaglia: la 2ª Flotta o Forza centrale del viceammiraglio Takeo Kurita, comprendente le unità principali, avrebbe percorso lo stretto di San Bernardino arrivando da nord, mentre la più piccola 2ª Divisione corazzate o Forza meridionale del viceammiraglio Shōji Nishimura (distaccata dal grosso agli ordini di Kurita) sarebbe arrivata da sud attraverso lo stretto di Surigao; poiché l'unità di Nishimura era piuttosto debole, prima dell'azione sarebbe stata rinforzata da una terza squadra navale proveniente dal Giappone, la 5ª Flotta guidata dal viceammiraglio Kiyohide Shima.
Gli adattamenti dell'ultimo minuto causarono diversi problemi: non c'era un comandante unico, ciascun ammiraglio giapponese aveva un'idea vaga dei movimenti degli altri gruppi, Nishimura e Shima non avevano istruzioni su come collaborare e gli aerei di base a terra non erano in grado di fornire protezione alle navi nipponiche perché inviati ad attaccare quelle statunitensi. Era altamente probabile che si arrivasse alla distruzione di una o più delle forze attaccanti, ma Toyoda spiegò in seguito la cosa nel seguente modo:
Un fatto assolutamente importante per questa specifica parte dell'operazione era che Shima e Nishimura si disprezzavano ed erano in pessimi rapporti e nessuno dei due intendeva subordinarsi all'altro; lo stato maggiore della Marina imperiale decise pertanto di non instaurare alcun rapporto di dipendenza, anche se Shima era viceammiraglio come Nishimura, ma con maggiore anzianità di grado, essendo Shima stato promosso il 1º maggio 1943 e Nishimura il 1º novembre 1943. I due avevano incarichi diversi: Shima era comandante della 5ª Flotta dal 15 febbraio 1944, mentre Nishimura era comandante della 2ª Divisione corazzate (per l'occasione detta anche Forza meridionale) dal 10 settembre 1944. L'ordine di mantenere il silenzio radio impartito in origine impedì in ogni caso la predisposizione di piani alternativi che potessero adattarsi agli eventi.

## Teatro delle operazioni

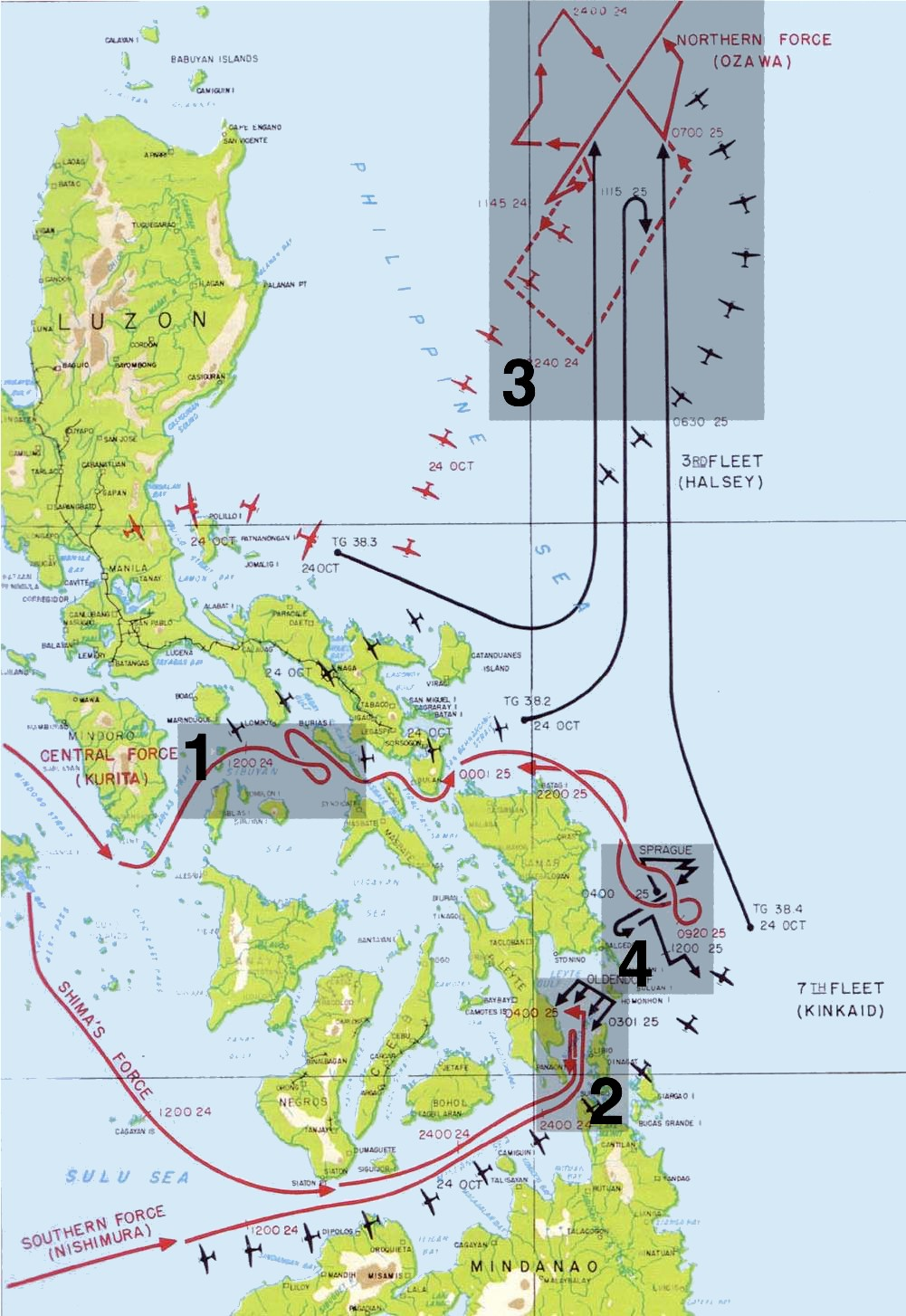
Mappa raffigurante l'ubicazione del teatro di operazioni della battaglia del Golfo di Leyte; con il numero 2 è contrassegnato il tratto di mare della battaglia dello Stretto di Surigao

Lo stretto di Surigao è un braccio di mare, situato tra l'isola di Mindanao e l'isola di Leyte; esso mette in comunicazione il Mar di Bohol con il Golfo di Leyte. Durante la battaglia del Golfo di Leyte la squadra navale americana si dispose in modo da bloccare l'ingresso della squadra navale giapponese, che stava risalendo lo stretto, nel Golfo di Leyte.

## Forze in campo
Dopo essere stata avvistata alle 9:05 del 24 ottobre, l'unità di Nishimura aveva subito un attacco degli aerei della 3ª Flotta, riportando però solo danni minori: una volta che il Task Group di Davison fu richiamato a nord da Halsey, le navi giapponesi furono lasciate indisturbate a continuare la navigazione verso lo stretto di Surigao. La forza di Nishimura comprendeva le corazzate Yamashiro e Fuso, l'incrociatore pesante Mogami e quattro cacciatorpediniere. Circa 40 km più indietro si trovava l'unità di rinforzo di Shima: dopo aver distaccato molte unità per compiere missioni secondarie, la sua forza era ridotta ai due incrociatori pesanti Nachi e Ashigara, all'incrociatore leggero Abukuma ed a quattro cacciatorpediniere; avvistata da un bombardiere dell'Esercito statunitense intorno alle 12:00, era stata attaccata dagli aerei della Franklin, che avevano affondato il cacciatorpediniere Wakaba, ma per il resto era stata lasciata indisturbata. Il silenzio radio ed il fatto che non esistessero istruzioni su come collaborare fecero sì che le due unità della Forza meridionale agissero di fatto in modo indipendente e non coordinato; inoltre a Nishimura l'obbligo del silenzio radio impedì di venire a conoscenza dei ritardi patiti da Kurita a causa degli attacchi aerei subiti e quando la Forza meridionale si avvicinò allo stretto di Surigao, la Forza centrale era molte ore indietro sulla tabella di marcia.
La 7ª Flotta statunitense dell'ammiraglio Thomas Kinkaid stava nel frattempo preparando una trappola mortale per le navi giapponesi. Benché concepita come unità d'appoggio alle operazioni anfibie dell'Esercito, la flotta di Kinkaid disponeva di un buon numero di unità da guerra, seppur piuttosto datate: il contrammiraglio Jesse Oldendorf con il Task Group 77.2 disponeva delle sei corazzate West Virginia, Maryland, Mississippi, Tennessee, California e Pennsylvania, tutte eccetto la Mississippi affondate o danneggiate nell'attacco di Pearl Harbor e poi recuperate o riparate; esse erano coadiuvate dai quattro incrociatori pesanti Louisville (nave ammiraglia), Portland, Minneapolis e l'australiana Shropshire, dai quattro incrociatori leggeri Denver, Columbia, Phoenix e Boise e da 28 cacciatorpediniere, oltre a 39 motosiluranti. Tre di questi incrociatori, la Boise, la Shropshire e la Phoenix, costituivano il Task Group 77.3 al comando dell'ammiraglio Berkey, insieme ai cacciatorpediniere dello Squadrone Cacciatorpediniere 54 ed altri, ed erano stati inviati ad Oldendorf come rinforzo e costituivano il suo fianco destro.
Presupponendo che Halsey stesse continuando a presidiare il fianco nord della 7ª Flotta, tutte le unità da guerra di questa furono concentrate a sud contro Nishimura: mancando di aerei da ricognizione, Oldendorf dispose le sue motosiluranti in sezioni di tre lungo tutta l'imboccatura dello stretto, perché segnalassero il passaggio delle navi giapponesi e lanciassero un primo attacco con i loro siluri; a seguire sarebbero stati i cacciatorpediniere ad attaccare, divisi in sezioni disposte sui due lati della parte centrale e terminale dello stretto, sempre facendo uso dei siluri. Da ultimo le navi giapponesi sarebbero state bersagliate dalle corazzate e dagli incrociatori, disposti in linea di fila di traverso all'uscita dello stretto.

## La battaglia

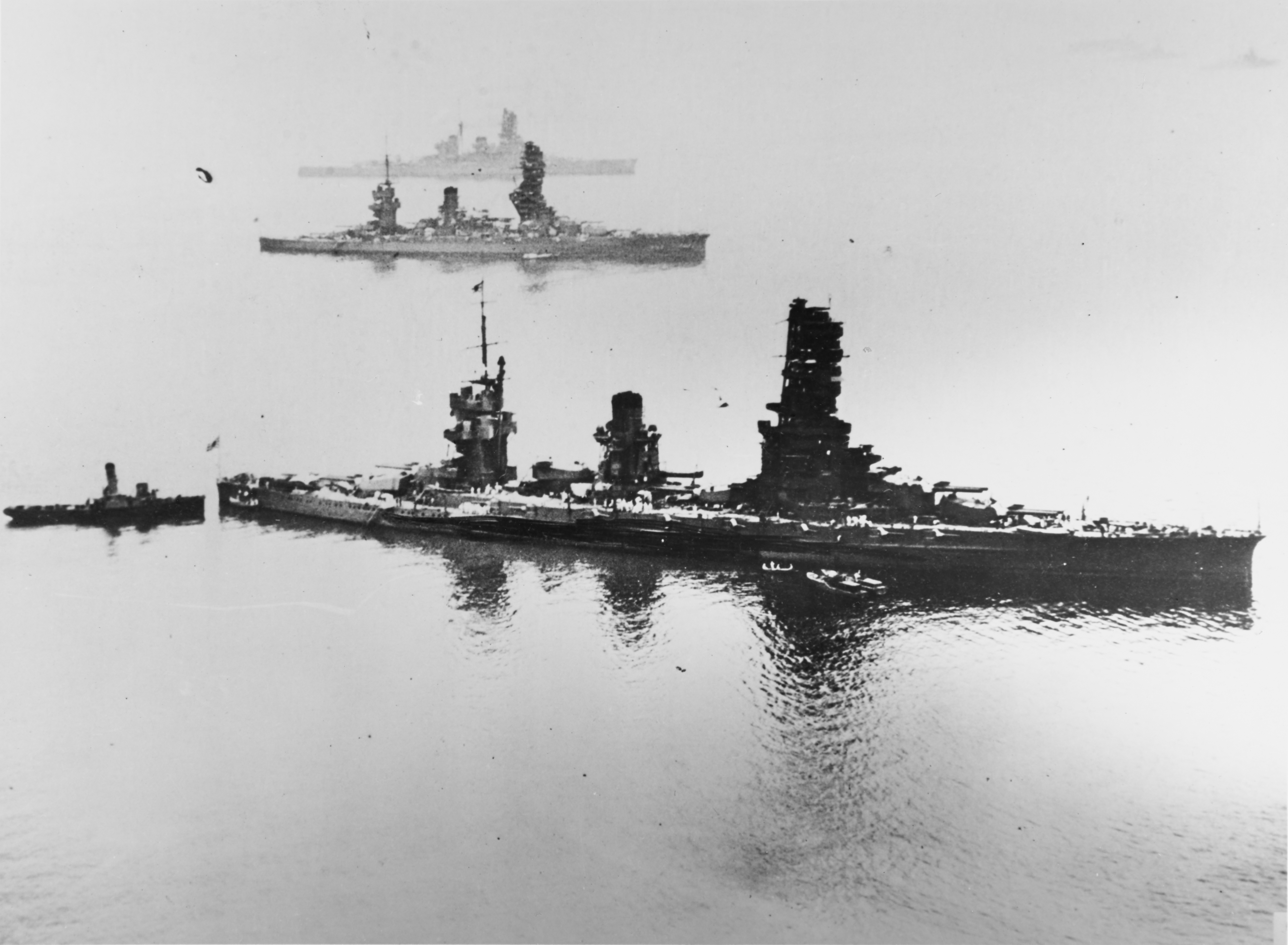
La corazzata giapponese con, in secondo piano, la e la. Le prime due navi affonderanno entrambe nello stretto di Surigao

Alle 22:36 del 24 ottobre una delle motosiluranti, la PT-131, ebbe il primo contatto con le navi giapponesi in avvicinamento, dando il via alla battaglia; alle 00:25 del 25 ottobre Oldendorf iniziò a ricevere i rapporti sul contatto, le prime indicazioni accurate sulla posizione della Forza meridionale da oltre quattordici ore. Fino alle 2:13, sezione dopo sezione, le motosiluranti statunitensi si lanciarono contro le unità giapponesi solo per venire respinte dall'intenso fuoco nipponico. Delle trenta motosiluranti impiegate nell'azione, nessuna riuscì a mettere a segno colpi sulle unità giapponesi, mentre una, la PT-493, fu affondata e altre dieci danneggiate.
Mano a mano che i rapporti delle motosiluranti raggiungevano Oldendorf, questi li girava ai comandanti dei distaccamenti di cacciatorpediniere dislocati più a nord; alle 2:40 la McGowan del 54º Squadrone Cacciatorpediniere, denominato DesRon 54, fu la prima ad avvistare le unità di Nishimura, ormai al centro dello stretto. Alle 3:00 tre unità dello squadrone lanciarono i loro siluri contro le navi giapponesi dal lato di tribordo mentre nove minuti più tardi altre due facevano altrettanto dal lato di babordo: la Yamashiro incassò un siluro senza problemi, ma il cacciatorpediniere Yamagumo fu colpito in pieno ed affondò rapidamente entro le 3:19, il Michishio venne immobilizzato e lo Asagumo perse la prua, anche se, muovendo lentamente, fu in grado di ritirarsi; colpita da uno o due siluri ed in preda alle fiamme, la corazzata Fusō uscì dalla formazione ed alle 3:38 esplose fragorosamente spezzandosi in due tronconi, che andarono alla deriva lungo lo stretto. Oldendorf riportò nel suo rapporto preliminare che « [...] alle 03:20 il ComDesRon54 (comandante della 54ª Squadriglia Cacciatorpediniere) notificava un colpo a segno ed una grossa esplosione su una nave, visti dalla ammiraglia». Fu poi la volta del DesRon 24, che tra le 3:23 e le 3:26 riuscì a piazzare un secondo siluro sulla Yamashiro ed a finire il Michishio; l'ultimo attacco dei cacciatorpediniere si ebbe tra le 3:54 e le 4:14, ma non ottenne risultati, anche perché la linea da battaglia statunitense aveva iniziato a fare fuoco: il cacciatorpediniere Albert W. Grant finì preso in mezzo dal fuoco incrociato, incassando sette proiettili giapponesi ed undici statunitensi che provocarono un totale di 34 morti e 94 feriti.
Alle 3:16 i nuovi radar di controllo del tiro Mk.8 della West Virginia, installati a luglio durante l'ultima revisione, individuarono le navi sopravvissute della forza di Nishimura a una distanza di 38 km nel buio più fondo e ottennero una soluzione di tiro a 27 km. Alle 03:51 Oldendorf ordinò agli incrociatori di aprire il fuoco con i pezzi principali da 152 mm: le unità alleate scatenarono un elevato volume di fuoco sui giapponesi, con il solo Columbia che sparò 1 147 colpi in diciotto minuti. Due minuti dopo la West Virginia aprì il fuoco con gli otto cannoni da 406 mm delle sue batterie principali a una distanza di 21 km, colpendo la Yamashiro con la sua prima salva; proseguì quindi sparando in totale 93 proiettili. Alle 3:55 si unirono la California e la Tennessee, che spararono un totale di 69 e 63 proiettili da 356 mm: il sistema di tiro controllato dal radar permise a queste navi di colpire bersagli a una distanza tale da tenersi fuori dalla portata dei giapponesi, i cui sistemi erano meno avanzati. Le altre tre navi statunitensi, equipaggiate con radar di controllo dell'artiglieria meno evoluti, ebbero difficoltà ad ottenere una soluzione di tiro: la Maryland alla fine riuscì a ottenere un contatto visivo grazie agli spruzzi prodotti dai proiettili delle altre navi e sparò un totale di 48 proiettili da 406 mm; la Pennsylvania non riuscì a trovare un bersaglio e i suoi cannoni rimasero muti, mentre la Mississippi ottenne una soluzione di tiro alla fine della battaglia e sparò solo una salva completa di dodici colpi da 356 mm. Questa fu l'ultima salva della storia sparata da una nave da battaglia contro un'altra nave della stessa categoria.
Le unità giapponesi incassarono un gran numero di colpi senza quasi avere la possibilità di rispondere: allagata oltre ogni controllo, la Yamashiro si capovolse lentamente ed affondò alle 4:19, portando con sé Nishimura e gran parte dell'equipaggio, mentre l'incrociatore Mogami, sebbene incendiato e con il ponte di comando distrutto, riuscì a virare ed a ritirarsi lentamente lungo lo stretto verso sud; sopravvissuto alla tempesta di fuoco statunitense, il cacciatorpediniere Shigure, l'ultimo rimasto del gruppo di Nishimura, riuscì a virare, ma un colpo danneggiò il suo timone obbligandolo ad andare alla deriva verso sud.

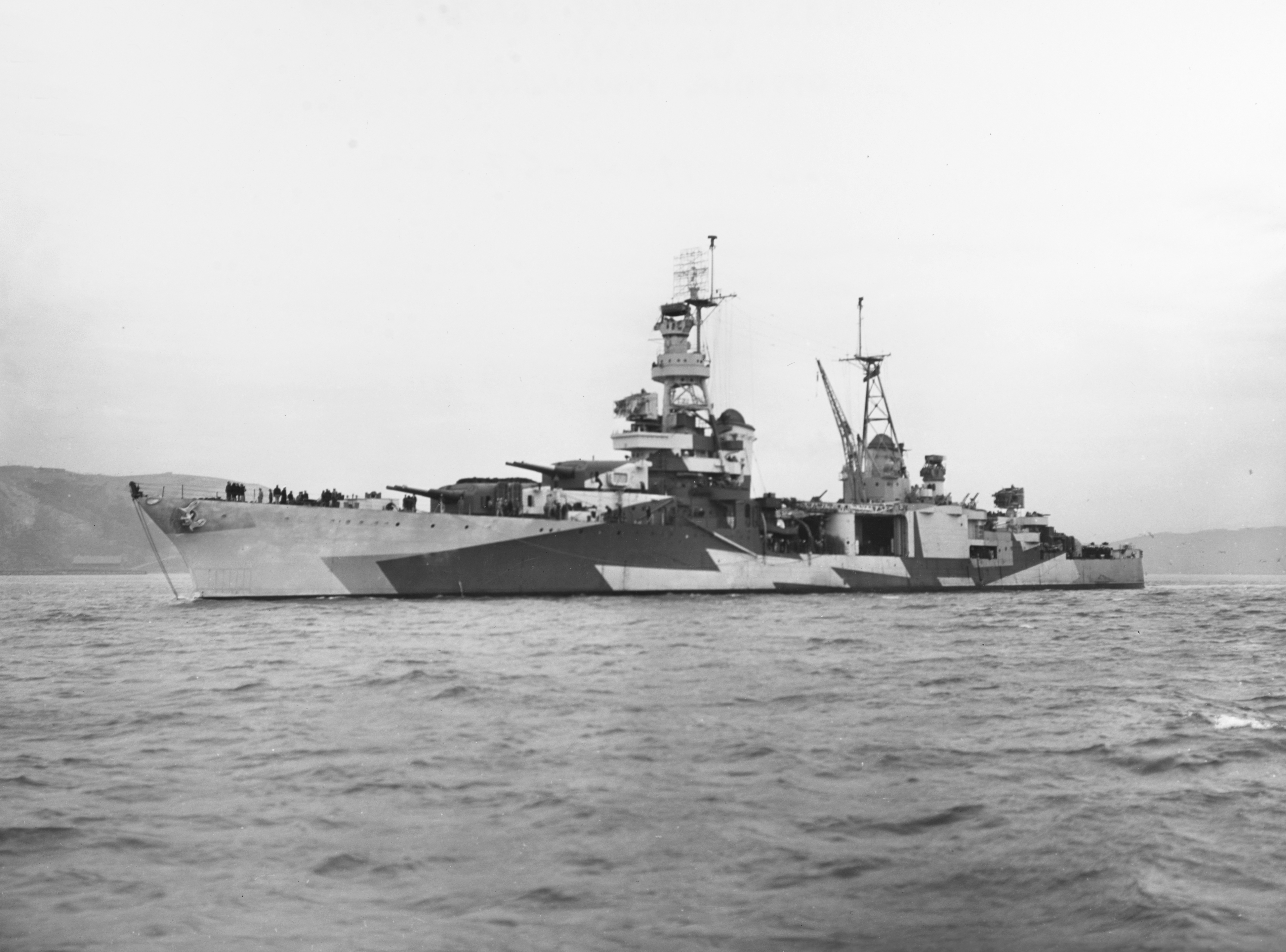
La nave ammiraglia di Oldendorf, l'incrociatore

Circa 65 km dietro Nishimura, la forza dell'ammiraglio Shima stava in quel momento entrando nello stretto di Surigao: il gruppo fu immediatamente preso di mira dalle motosiluranti statunitensi ed alle 3:25 la PT-137 riuscì a centrare con un siluro l'incrociatore leggero Abukuma, obbligandolo a lasciare la formazione. Proseguendo per lo stretto verso nord, alle 4:10 Shima avvistò le due metà della Fusō, da lui scambiate per i resti di entrambe le corazzate di Nishimura: convinto che l'avanguardia della Forza sud fosse stata spazzata via, alle 4:24 diede ordine di virare e ritirarsi. Mentre era in corso questa manovra, il relitto alla deriva del Mogami comparve sulla scena e finì per entrare in collisione con l'incrociatore Nachi: per alcuni minuti le due navi rimasero incastrate finché il Nachi non riuscì a svincolarsi, continuando la ritirata verso sud a velocità ridotta; al gruppo di Shima riuscì ad aggregarsi anche lo Shigure, che era riuscito a riparare i danni al timone.
Benché iniziato subito, l'inseguimento dei giapponesi sconfitti da parte di Oldendorf si dimostrò poco convinto: alle 5:20 i suoi incrociatori avvistarono ed aprirono il fuoco sul relitto del Mogami, ma temendo un contrattacco giapponese nell'incerta luce dell'alba Oldendorf ordinò loro di ritirarsi alle 5:37, richiedendo invece alle portaerei di Kinkaid di lanciare attacchi aerei sulle unità nemiche in fuga; sopravvissuto ancora una volta, il Mogami continuò la sua lenta ritirata, riuscendo anche a respingere altri attacchi delle motosiluranti tra le 6:00 e le 6:45. Alle 6:17 Oldendorf riconsiderò la sua decisione e riportò gli incrociatori a caccia dei giapponesi: il cacciatorpediniere Asagumo fu intercettato mentre cercava di proseguire verso sud senza la sua parte prodiera, finendo infine affondato dai cannoni del Denver e del Columbia alle 7:30; due minuti dopo arrivò la notizia dell'inizio della battaglia al largo di Samar ed Oldendorf si affrettò a riportare le sue navi in appoggio a Kinkaid. Il relitto del Mogami fu infine intercettato da aerei della formazione Taffy 1 della 7ª Flotta e immobilizzato alle 9:10 al largo di Mindanao; alle 12:30 il cacciatorpediniere Akebono affondò la nave con un siluro dopo aver salvato i superstiti. L'ultima perdita della Forza sud fu l'incrociatore leggero Abukuma: scortata dal cacciatorpediniere Kasumi, l'unità era giunta al porto di Dapitan, da dove ripartì la mattina del 27 ottobre provvisoriamente riparata; fu però individuata da bombardieri della 5ª e della 13ª Forza Aerea che l'attaccarono alle 10:06 facendola infine affondare alle 12:42 al largo dell'isola di Negros.

## Esito
La battaglia dello stretto di Surigao fu l'ultimo scontro fra navi da battaglia della storia. Se la Yamashiro fu affondata solo dal fuoco delle corazzate statunitensi, si trattò di uno dei soli due casi in cui ciò avvenne durante tutta la seconda guerra mondiale. L'altro caso fu quello della corazzata Kirishima di classe Kongō, durante la battaglia navale di Guadalcanal. Tuttavia, la Yamashiro fu colpita da quattro siluri lanciati dai cacciatorpediniere statunitensi e la Kirishima fu affondata perché la corazzata Washington aveva distrutto il suo timone, lasciandola così senza possibilità di manovrare. La battaglia fu anche l'ultimo scontro in cui a una delle due forze in campo riuscì il taglio del T, tuttavia quando questo avvenne la formazione giapponese era già stata scompaginata e privata di alcune unità e la manovra quindi non ebbe effetti sul risultato della battaglia.
Kinkaid non aveva esitato ad inviare tutte le sue unità da battaglia a sud a coprire lo stretto di Surigao, visto che era assolutamente convinto che la 3ª Flotta stesse continuando a presidiare lo stretto di san Bernardino a nord con le corazzate della Task Force 34: ma tutte le navi di Halsey erano in rotta per intercettare le portaerei di Ozawa al largo di Luzon, quindi niente sbarrava il cammino della Forza centrale di Kurita, che poté sbucare indisturbato nel golfo di Leyte ed attaccare la forza anfibia e le portaerei di scorta. Il sacrificio giapponese di due navi da battaglia e delle loro navi di scorta però non fu di nessuna utilità, sia perché non inflisse alcuna perdita in contropartita agli statunitensi, sia perché la forza principale di Kurita fallì la sua missione che avrebbe potuto annientare le forze a protezione dello sbarco lasciando le forze a terra esposte al contrattacco della 14ª Armata del generale Yamashita. Anche la bravura da parte giapponese che aveva caratterizzato molti dei combattimenti notturni nella campagna di Guadalcanal in questo caso venne meno, con la formazione d'attacco mandata in modo prevedibile al massacro contro forze superiori.

## Ordine di battaglia

### Alleati
- Vice Ammiraglio Thomas Kinkaid
  - 6 navi da battaglia: West Virginia, Maryland, Mississippi, Tennessee, California, Pennsylvania

### Marina Imperiale Giapponese

#### forza di Nishimura
- Viceammiraglio Shōji Nishimura
  - 2 navi da battaglia: Yamashiro, Fuso
  - 1 incrociatore pesante: Mogami
  - 4 cacciatorpediniere: Shigure, Michishio, Asagumo, Yamagumo

#### forza di Shima
- Viceammiraglio Kiyohide Shima
  - 2 incrociatori pesanti: Nachi, Ashigara
  - 1 incrociatore leggero:
  - 4 cacciatorpediniere: